# Merchánskoye
Merchánskoye (del ruso: Мерчанское) es un selo del raión de Krymsk del krai de Krasnodar, en Rusia. Está situado cerca de la orilla derecha del Abín, afluente del Adagum, de la cuenca del Kubán, 12 km al nordeste de Krymsk y 71 km al oeste de Krasnodar. Tenía 983 habitantes en 2010
Es cabeza del municipio Merchánskoye, al que pertenecen asimismo Vesioli, Mova, Yastrebovski y Mayorovski.

## Historia
La localidad fue fundada en 1864, como lugar de asentamiento de colonos griegos. Pertenecía al otdel de Temriuk del óblast de Kubán hasta 1920.